# Silje Katrine Svendsen
Silje Katrine Svendsen (* 19. Februar 1990 in Levanger, Norwegen) ist eine ehemalige norwegische Handballspielerin. Sie spielte beim VfL Oldenburg in der deutschen Bundesliga.

## Karriere
Svendsen begann das Handballspielen bei Skogn IL. Später wechselte die Rückraumspielerin zu Levanger HK, wo sie ab der Saison 2007/08 in der Damenmannschaft eingesetzt wurde. In den Spielzeiten 2008/09 und 2011/12 nahm die Linkshänderin am Europapokal der Pokalsieger teil. Im Februar 2013 zog sich Svendsen eine schwere Schulterverletzung zu, wodurch sie bis Januar 2014 pausieren musste. Nachdem Levanger im Jahre 2014 abgestiegen war, stand sie in der Saison 2014/15 beim deutschen Bundesligisten VfL Oldenburg unter Vertrag. In der Saison 2016/17 lief sie für Charlottenlund in der norwegischen 2. divisjon auf. Anschließend kehrte sie nach Levanger zurück.
Svendsen gehörte dem Kader der norwegischen Juniorinnen-Nationalmannschaft an, die 2010 die U-20-Weltmeisterschaft gewann. Weiterhin kam sie in der norwegischen B-Nationalmannschaft zum Einsatz.